# بني عامر (العامرية)
بني عامر هي إحدى مشيخات المملكة المغربية، تتبع جغرافيا لإقليم سيدي بنور وإداريًا لالعامرية. يقدر عدد سكانها بـ 7968 نسمة حسب الإحصاء الرسمي للسكان والسكنى لسنة 2004.